# Gouvernement Nalda
 Castille-et-León
Madrid Aznar
Le gouvernement Nalda est le gouvernement de Castille-et-León entre le 25 novembre 1986 et le 29 juillet 1987, durant la Ire législature des Cortes de Castille-et-León. Il est présidé par José Constantino Nalda.

## Historique
Investi président de la Junte le 14 novembre 1986, José Constantino Nalda annonce la composition de son gouvernement le 25 novembre suivant. La nomination des conseillers prend effet le même jour après publication au bulletin officiel de Castille-et-León (BOCyL),.

## Composition
| Fonction                                                         | Titulaire | Titulaire                                             | Parti |
| ---------------------------------------------------------------- | --------- | ----------------------------------------------------- | ----- |
| Président                                                        |           | José Constantino Nalda                                | PSOE  |
| Vice-président Conseiller à l'Économie et aux Finances           |           | Francisco Javier Paniagua Íñiguez                     | PSOE  |
| Conseiller à la Présidence et aux Administrations territoriales  |           | Ramón Sastre Legido                                   | PSOE  |
| Conseiller à l'Agriculture, à l'Élevage et aux Montagnes         |           | Francisco Javier Rodríguez Ruíz (jusqu'au 24/07/1987) | PSOE  |
| Conseiller à l'Éducation et à la Culture                         |           | Juan Antonio Pérez Millán                             | PSOE  |
| Conseiller au Bien-être social                                   |           | Antonio Araúzo González                               | PSOE  |
| Conseiller à l'Équipement                                        |           | Juan Antonio Lorenzo Martín                           | PSOE  |
| Conseiller aux Travaux publics et à l'Organisation du territoire |           | Enrique Clemente Cubilla                              | PSOE  |